# Mediano hexecontaedro icosacrónico
En geometría, el mediano hexecontaedro icosacrónico (o ditriacontaedro medialmente sagital) es un poliedro no convexo isoedral. Es el dual del icosidodecadodecaedro uniforme. Sus caras son dardos, pero parte de ellas se encuentra dentro de la figura, por lo que solo son parcialmente visibles en los modelos sólidos.

## Proporciones

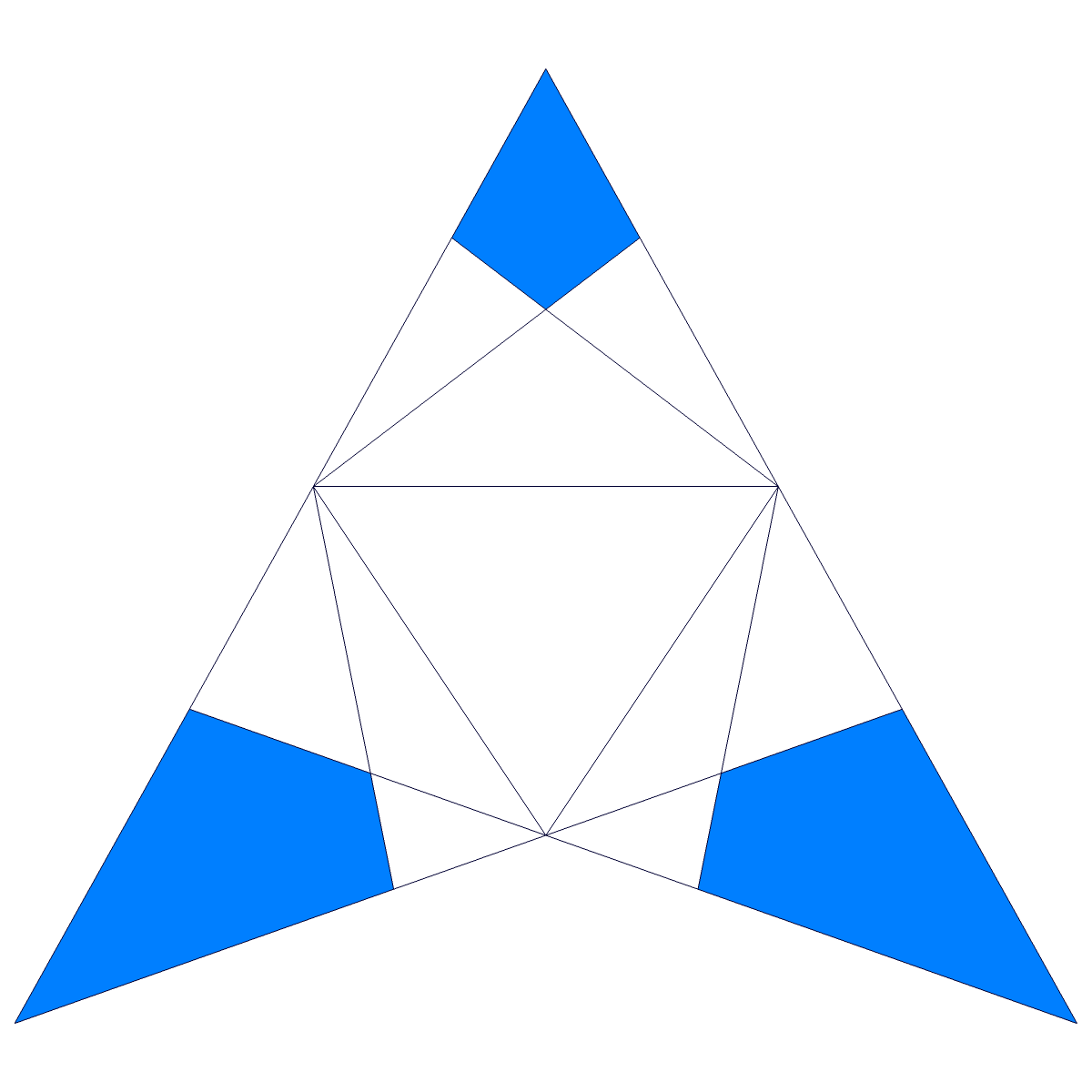
Forma de las caras

Las caras tienen dos ángulos de {\displaystyle \arccos({\frac {3}{4}})\approx 41.409\,622\,109\,27^{\circ }}, uno de {\displaystyle \arccos(-{\frac {1}{8}}+{\frac {7}{24}}{\sqrt {5}})\approx 58.184\,446\,117\,59^{\circ }} y otro de {\displaystyle 360^{\circ }-\arccos(-{\frac {1}{8}}-{\frac {7}{24}}{\sqrt {5}})\approx 218.996\,309\,663\,87^{\circ }}. Su ángulo diedro es igual a {\displaystyle \arccos(-{\frac {5}{7}})\approx 135.584\,691\,402\,81^{\circ }}. La relación entre las longitudes de los bordes largo y corto es de {\displaystyle {\frac {27+7{\sqrt {5}}}{22}}\approx 1.938\,748\,901\,93}.